# Ludwigia hassleriana
Ludwigia hassleriana là một loài thực vật có hoa trong họ Anh thảo chiều. Loài này được (Chodat) Ramamoorthy mô tả khoa học đầu tiên năm 1987.